# تک‌روزنه‌ای
تک‌روزنه‌ای (نام علمی: Monotrysia) نام یک زیرراسته از راسته پروانه‌سانان است.